# Azizos (Emesa)
Azizos (altgriechisch Ἄζιζος; † 54) aus der Dynastie der Sampsigeramiden war im 1. Jahrhundert n. Chr. Fürst von Emesa am Orontes.
Azizos war der ältere Sohn seines Vorgängers Sampsigeramos II. († nach 42). Er trat zum Judentum über, um Drusilla zu heiraten, eine Tochter König Herodes Agrippas I. von Judäa. Als Azizos 54 starb, wurde sein jüngerer Bruder Sohaemus Fürst von Emesa. Drusilla heiratete den römischen Prokurator von Judäa, Marcus Antonius Felix. Ob sie Azizos noch kurz vor seinem Tod verließ oder sich erst danach Felix zuwandte, ist umstritten.